# Comuna de Krośnice
Krośnice (polaco: Gmina Krośnice) é uma gminy (comuna) na Polónia, na voivodia de Baixa Silésia e no condado de Milicki. A sede do condado é a cidade de Krośnice.
De acordo com os censos de 2004, a comuna tem 7927 habitantes, com uma densidade 44,4 hab/km².

## Área
Estende-se por uma área de 178,73 km², incluindo:
- área agricola: 49%
- área florestal: 37%

## Demografia
Dados de 30 de Junho 2004:
|                      | Total   | Total | Mulheres | Mulheres | Homens  | Homens |
| -------------------- | ------- | ----- | -------- | -------- | ------- | ------ |
|                      | pessoas | %     | pessoas  | %        | pessoas | %      |
| População            | 7927    | 100   | 3929     | 49,6     | 3998    | 50,4   |
| Densidade (pop./km²) | 44,4    | 100   | 22       | 22       | 22,4    | 22,4   |

De acordo com dados de 2002, o rendimento médio per capita ascendia a 1405,48 zł.

## Subdivisões
- Brzostowo, Bukowice, Czarnogoździce, Czeszyce, Dąbrowa, Dziewiętlin, Grabownica, Kotlarka, Krośnice, Kubryk, Kuźnica Czeszycka, Lędzina, Luboradów, Łazy Małe, Łazy Wielkie, Pierstnica Mała, Pierstnica Duża, Police, Stara Huta, Suliradzice, Świebodów, Wąbnice, Wierzchowice, Żeleźniki.

## Comunas vizinhas
- Dobroszyce, Milicz, Sośnie, Twardogóra, Zawonia